# ان‌جی‌سی ۳۷۰

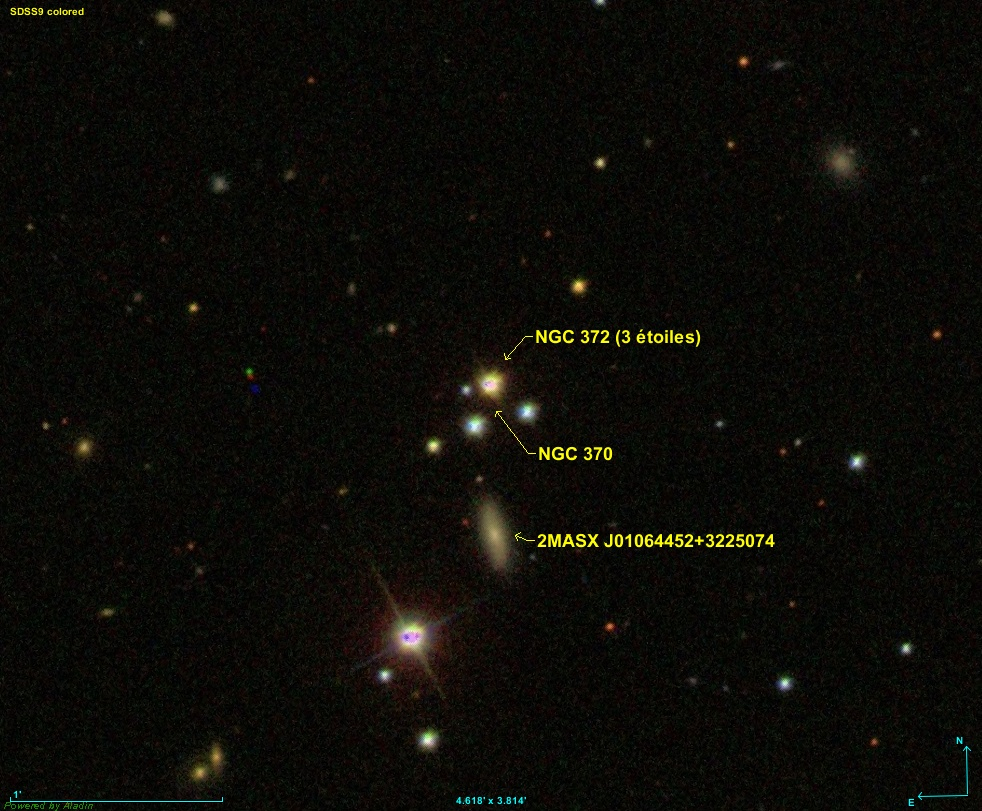

ان‌جی‌سی ۳۷۰ (انگلیسی: NGC 370) یک ستاره سه گانه است که در صورت فلکی ماهی قرار دارد. این ستاره سه گانه در ۷ اکتبر ۱۸۶۱ توسط هاینریش لویی داره کشف شد